# Világkönyvtár (Tolnai Rt., 1930-as évek)
A Világkönyvtár egy magyar szépirodalmi könyvsorozat volt az 1930-as években, kiadója a Tolnai Nyomdai Műintézet és Kiadóvállalat Rt.

## Kötetei
A sorozat, mely aranysárga címekkel, sötétlila borítóval jelent meg, többek közt a következő köteteket tartalmazta:
- Albert Otto Rust(wd): Egy asszony elindul. Ford. Krasznai Elemér. [1936]
- Andreas Poltzer: Vihar Patricia körül. Ford. Forró Pál. [1938]
- Anton Pavlovics Csehov: A vizsgálóbíró. Ford. Görög Imre. [1935]
- Gertrude Atherton(wd): Mikor a köd eloszlik. Ford. Juhász Andor. [1935]
- Bernhard Kellermann(wd): A Schellenberg testvérek. Ford. Peterdi István. [1935]
- Bozzay Margit: Az árnyék. [1937]
- Charles Robert-Dumas(wd): Munkában a kémiroda. Ford. Glass Imre. [1938].
- Csurka Péter: Ki vagyok én? [1939]
- Edgar Wallace: A hatalom könyve. Ford. Sz. Gyömrői Boriska. [1937]
- Edward Phillips Oppenheim(wd): A fekete pásztor: egy londoni ügyvéd regénye. Ford. Szinnai Tivadar. [1935]
- Forró Pál: Az üldözött asszony. [1938]
- Franz Xaver Kappus: Edda megvívja harcát. Ford. Forró Pál. [1937]
- Franz Xaver Kappus: Versenyfutás a sorssal. Ford. Toroczkói Miklós. [1936]
- Pierre Frondaie(wd): A fejedelmi autó. Ford. Havas József. [1936]
- Gaston Leroux: A Nap felesége. Ford. Laky Margit. [1938]
- Georg Strelisker(wd): A felelőtlen ember. Ford. Elek Magda. [1935]
- Gus Cather: A sakálember. Ford. Karly Ágost. [1936]
- Heinrich Ludwig Rumpff: A hatalom kulcsa. Ford. Pogány Elek. [1937]
- H. Rider Haggard: Cleopatra: a királyi vérből származó egyiptomi Harmachis bukásának és bosszújának sajátkezűleg feljegyzett története. Ford. Laky Géza. [1936]
- Henry Rider Haggard: Jess. Ford. Balla Mihály. [1938]
- Hermann Löns: Az ordas. Ford. Turóczi József. [1937]
- Jerome K. Jerome: Három ember egy csónakban. Ford. Zágoni Zoltán. 1936
- John Goodwin: A nagyhercegnő. Ford. Margittay György. [1936]
- Karin Michaelis(wd): Az ügyvéd úr családja. Ford. G. Beke Margit. [1935]
- Mazo de la Roche(wd): A 101 éves asszony. Ford. Szinnai Tivadar. [1938]
- Mazo de la Roche: Jalna lakói. Ford. Szinnai Tivadar. [1938]
- P. G. Wodehouse: Forduljon Psmithhez! Ford. D. Guthi Erzsi. [1935]
- Seldon Truss(wd): A halálraítélt. Ford. Garami Andor. [1938]
- Spencer Walls: Akit üldöznek a nők. [1936]
- Walter Kegel – Hans Heuer: A búvár. Ford. Toroczkói Miklós. [1936]
- William John Locke(wd): Pujol Arisztid vidám kalandjai. Ford. Reichard Piroska. [1937]
- James Hilton: Gyilkosság az iskolában. Ford. Bartos Zoltán. [1937]
- Maurice Level(wd): A tolvajok városa. Ford.Wiesner Juliska. [1935]
- Charles Sealsfield: Tokeah és a fehér rózsa.  Átd. Telekes Béla.
- Anders Eje(wd): Madagaszkár. Ford. Moly Tamás. [1938]
- Claude Aveline(wd): Aki kétszer hal meg. Ford. Kovács Elek. [1938]
- Werner Schelle: Hajsza egy gázálarc után. Ford. Urai Dezső. [1938]
- Andreas Poltzer: Kincs a hegedűben. Ford. Urai Dezső. [1937]
- G. P. Heath: Kényszerházasság. [1939]
- Hans Heuer: Braziliai kaland. Ford. Toroczkói Miklós. [1937]
- Dale Collins(wd): Istenítélet. Ford. Görög Imre. [1936]
- Ernst Weber: Az arany kalózai. Ford. Urai Dezső. [1937]
- Raten: Karrier. Ford. Szinetár György. [1936]

Ugyancsak a két világháború között létezett a sorozatnak egy kis alakú változata is.

## Képtár
- L. Lucien Rugger: Áruló kezek
(nagy méretű sorozat)
- Raten: Karrier
(nagy méretű sorozat)
- Lewis Wllace: Az indus herceg
(A kis méretű sorozat egy kötete)
- Lewis Wllace: Az indus herceg
(A kis méretű sorozat egy kötetének címlapja)